# Грихтинг, Грациелла
Грацие́лла Гри́хтинг (нем. Graziella Grichting) — швейцарская кёрлингистка.
Играла на позиции четвёртого. Была скипом команды.

## Достижения
- Чемпионат Европы по кёрлингу: серебро (1993).
- Чемпионат Швейцарии по кёрлингу среди женщин: золото (1995).
- Чемпионат Швейцарии по кёрлингу среди юниоров: золото (1988).
- Команда всех звёзд (англ. All-Star team) чемпионата мира среди юниоров: 1989.

## Команды
| Сезон   | Четвёртый          | Третий          | Второй             | Первый             | Запасной                          | Турниры                                          |
| ------- | ------------------ | --------------- | ------------------ | ------------------ | --------------------------------- | ------------------------------------------------ |
| 1987—88 | Diana Meichtry     | Araxi Karnusian | Грациелла Грихтинг | Jacqueline Loretan |                                   | ЧШЮ 1988                                         |
| 1988—89 | Diana Meichtry     | Araxi Karnusian | Грациелла Грихтинг | Jacqueline Loretan | Helga Oswald                      | ЧМЮ 1989 (5 место)                               |
| 1993—94 | Diana Meichtry     | Клаудия Берчи   | Николь Штраузак    | Ютта Таннер        | Грациелла Грихтинг                | ЧЕ 1993                                          |
| 1994—95 | Грациелла Грихтинг | Селина Брёлё    | Мадлена Брёлё      | Ингер Мюллер       | Клаудия Бинер                     | ЧЕ 1994 (4 место) · ЧШЖ 1995 · ЧМ 1995 (8 место) |
| 1997—98 | Грациелла Грихтинг | Джанет Хюрлиман | Клаудия Бинер      | Ингер Мюллер       | Эрика Мюллер тренер: Эрика Мюллер | ЧЕ 1997 (5 место)                                |

(скипы выделены полужирным шрифтом)